# アレックス・ブルース
アレックス・スティーヴン・ブルース（Alex Stephen Bruce, 1984年9月28日 - ）は、イングランド・ノリッジ出身の元サッカー選手。元北アイルランド代表。現役時代のポジションはDF、MF。

## 来歴

### クラブ
2012年、プレミアリーグのハル・シティAFCに移籍した。2017年2月1日、チャンピオンシップのウィガン・アスレティックFCにシーズン終了まで期限付き移籍することが決定した。

### 代表
ブルースはイングランド、アイルランド、北アイルランドの3つの国の代表資格を有していた。アイルランドU-21代表に選出され、2006年2月にスウェーデン戦で代表デビュー。2007年にはアイルランド代表に選出された。
2011年6月、北アイルランド代表監督のナイジェル・ワージントンと会談し、北アイルランド代表へ国籍を変更することを決断した。アイルランド代表として2キャップを記録しているがそれがいずれも親善試合のものであることからFIFAも国籍変更を認めた。
2013年2月、マルタ戦で北アイルランド代表としてデビューした。

## 人物・エピソード
父は現役時代にマンチェスター・ユナイテッドFCでDFとして活躍したサッカー指導者のスティーヴ・ブルース。ハル・シティFCでは父親の指導を受けた。